# Emilio Lhardy

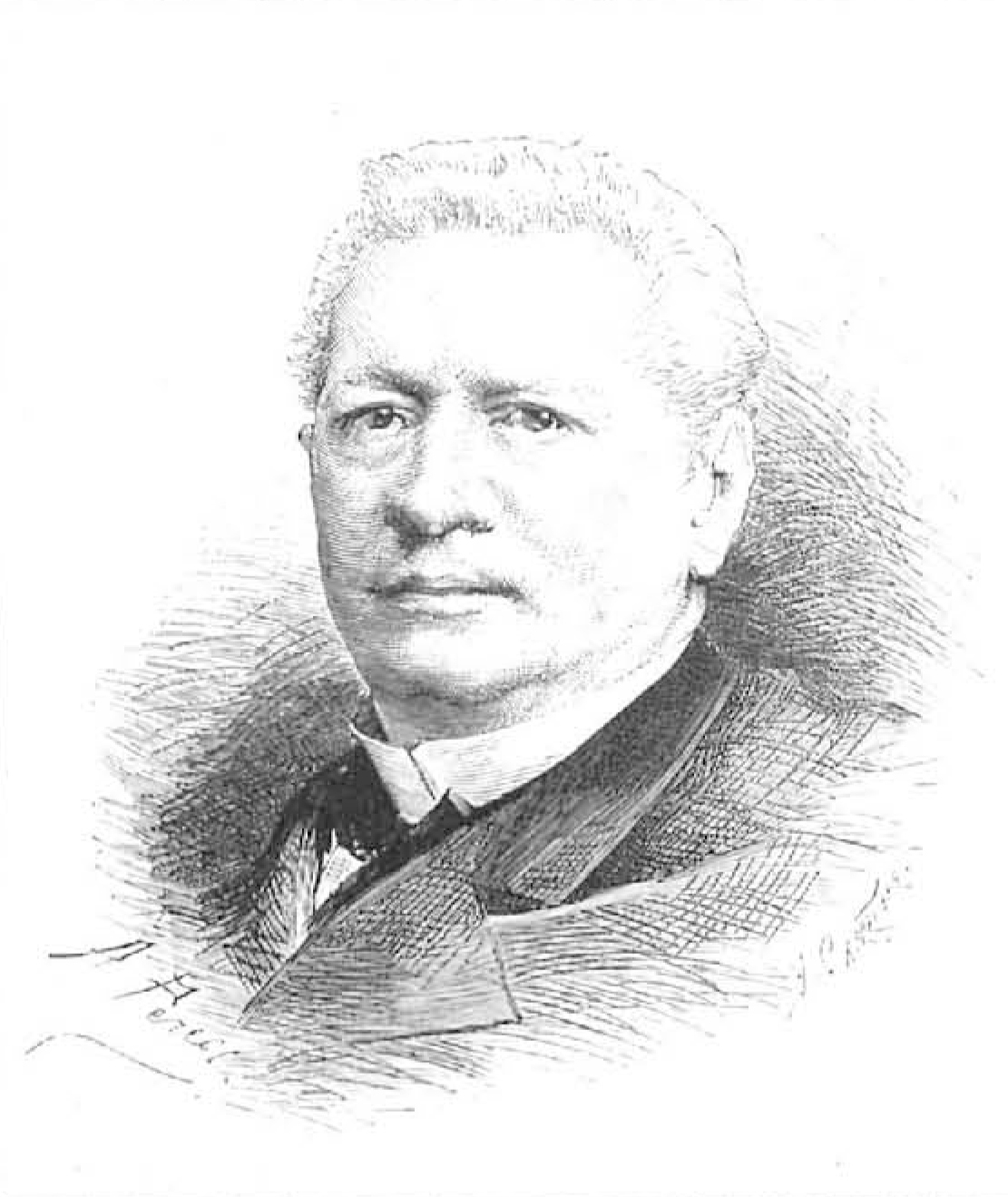
Retratado por Alfredo Perea en La Ilustración Española y Americana

Émile Huguenin Lhardy (Montbéliard, 11 de mayo de 1808 - Madrid, 17 de enero de 1887) fue un empresario y repostero francés, establecido en España, donde fundó el restaurante Lhardy en 1839,  en la carrera de San Jerónimo de Madrid.

## Biografía
Hijo de Filipina Dubois y Francisco Huguenin, ambos naturales del Cantón de Neuchâtel (Suiza). El joven Emilio hizo su aprendizaje como repostero en Besançon, completando luego sus conocimientos en París e instalándose más tarde en Burdeos.
En Burdeos, Lhardy conoció a muchos de los exiliados españoles que habían huido de la venganza del Rey Felón tras el Trienio Liberal. También se sitúa en esta villa francesa su amistad con Prosper Mérimée y la posibilidad de que fuera este escritor francés quien le sugiriese montar un restaurante en Madrid.

### De Burdeos a Madrid
Fuera suya la idea o de otro, en 1839 Émile abrió un establecimiento —que llegaría a ser mítico— en la carrera de San Jerónimo de Madrid, por aquel entonces "una de las calles más transitadas de la ciudad", según dejó escrito Benito Pérez Galdós. En ella se encontraba también la elegante fonda y café La Fontana de Oro, que en 1843 pasaría a manos de otro emprendedor e imaginativo empresario francés, Casimir Monier, que concentró en un solo establecimiento sus recientes negocios de baños, librería y fonda. La nueva pastelería de Émile Lhardy se instaló en la manzana 207, según la planimetría de Carlos III, en esta Carrera de San Jerónimo que en aquel momento no tenía más de cincuenta casas y que hasta 1848 no sería adoquinada.   
La paulatina afluencia de personas influyentes y famosos de la época al establecimiento de Lhardy le depararía, entre otras muchas, la influyente amistad con José de Salamanca y Mayol. La organización del banquete del bautizo del hijo primogénito de dicho marqués de Salamanca, en 1841, no solo catapultó a la fama el local, sino que sentó la base de un incipiente negocio de cáterin para ciertos eventos, como las inauguraciones de las primeras líneas ferroviarias.
El ya maduro empresario contrajo matrimonio con Juana Garrigues, lo que supondría la fundación de una duradera saga familiar. El 20 de agosto de 1847 nació su hijo primogénito Agustín Lhardy Garrigues, que le sucedería en el negocio hostelero. 
Emilio Huguenin, alias "Lhardy", murió a la edad de ochenta y dos años, a las siete y cuarto de la tarde del lunes 17 de enero de 1887. Al entierro, celebrado dos días después, asistieron numeroso público y personalidades; el cadáver fue inhumado en el Cementerio Británico de Madrid, más conocido como el cementerio de los ingleses.

### Significación del Lhardy madrileño
El establecimiento de Lhardy, tras más de siglo y medio de existencia, llegaría a considerarse un espacio con solera que ha contemplado parte de la Historia de España y de Madrid. Como restaurante sería alabado por los mejores críticos gastronómicos y aparecería mencionado en numerosas obras literarias de los siglos XIX y XX. El escritor del 98, Azorín sentenció: No podemos imaginar Madrid sin Lhardy.